# Jerônimo de Melo Pereira e Sousa
Jerônimo de Melo Pereira e Sousa, primeiro e único barão de Passos (Lavras,14 de julho de 1814 — Passos, 7 de julho de 1897), foi um fazendeiro brasileiro.
Filho de Silvério de Melo e Sousa e de Mariana Inocência de Melo, casou-se com Bárbara Peregrina de Carvalho Melo. Abastado fazendeiro e filantropo, doou dinheiro para construção das igrejas do Rosário, em Cássia e da igreja matriz em Passos, além de ter fundado a Casa da Caridade, em Passos, onde doou o prédio.
Foi agraciado barão em 17 de maio de 1871.
Hoje, Barão de Passos, dá nome a uma das mais importantes ruas da cidade de Passos.